# Associazione Radicale Certi Diritti
L’Associazione Radicale Certi Diritti è un'Associazione nata nel marzo 2008 come "centro di iniziativa politica nonviolenta, giuridica e di studio per la promozione e la tutela dei diritti civili, per la responsabilità e la libertà sessuale delle persone". I lavori del primo Congresso si svolsero presso la sede di rappresentanza di Roma del Parlamento Europeo. L'Associazione nacque grazie all'azione militante di esponenti Radicali e di altre provenienze politiche. 

## Nascita dell'associazione
L'idea di far nascere una nuova Associazione che si occupasse dei temi della liberazione sessuale e della promozione e difesa dei diritti civili con al centro la proposta del matrimonio civile egualitario per le coppie conviventi al pari di quelle eterosessuali, lo si deve ad un gruppo di persone di varie parti d'Italia e d'Europa profondamente deluse dal dibattito politico che si svolse tra la fine del 2006 e per tutto il 2007 sul tema riguardante una nuova legge sulle unioni civili. Tale richiesta veniva fatta a gran voce da molte organizzazioni e alcuni partiti politici, senza che nessuno di essi chiedesse una legge per il matrimonio egualitario. Il Governo Prodi nel febbraio 2007 varò una nuova legge sul tema chiamata 'Dico' (Diritti e Doveri dei Conviventi), sintesi di una serie di compromessi al ribasso, rispetto a leggi simili già approvate nel resto d'Europa, che prevedevano norme civili per le coppie conviventi con gravi limitazioni sul piano del pieno riconoscimento delle unioni. A causa della caduta del Governo Prodi il testo si arenò. Venne poi presentata una nuova proposta di legge dal Presidente della Commissione Giustizia del Senato on. Cesare Salvi denominata Cus (Contratti di Unione Solidale), successivamente il centro destra propose, con la firma di 80 parlamentari, un altro testo chiamato Di.Do.Rè (diritti e doveri di reciprocità dei conviventi).
Verso la fine del 2007 venne lanciato attraverso il web un Manifesto-Appello dove si chiedeva alla classe politica una nuova legge sul matrimonio egualitario per le coppie gay  (sito internet: 'matrimoniodirittogay.it') firmato in poche settimane da migliaia di cittadini in tutta Italia. Tra i primi firmatari v'erano artisti, cantanti, attori, giornalisti e politici italiani ed europei di diverse provenienze politiche. Il Manifesto Appello fu ideato e promosso da Sergio Rovasio, esponente del Partito Radicale con l'aiuto di Gianmario Felicetti, autore del libro 'La famiglia fantasma', da Clara Comelli di Trieste, Marco Cappato, Deputato europeo, Enzo Cucco, storico esponente del movimento lgbt, già dirigente del Fuori, il primo movimento gay italiano, Enzo Francone, storico esponente del movimento lgbt italiano e già dirigente del Fuori, Luca Piva, iscritto e militante del Partito Radicale, Ottavio Marzocchi, funzionario della delegazione dei parlamentari Radicali al Parlamento europeo. Quelle stesse persone decisero pochi mesi dopo, marzo 2008, di dare vita ad all'Associazione Radicale Certi Diritti alla presenza di giuristi, avvocati, ricercatori, docenti universitari ed esponenti politici. In occasione del I Congresso fondativo fu eletto Segretario dell'associazione Sergio Rovasio, Tesoriere Luca Piva e Presidente Enzo Cucco. Sergio Rovasio fu confermato segretario dell'Associazione nei congressi annuali successivi fino al 2012. 
L'associazione nasce nell'ambito del Partito Radicale, di cui fa proprio il metodo della nonviolenza, per stimolare il dibattito sull'uguaglianza di tutte le persone a prescindere dal loro orientamento sessuale. Si ispira inoltre alla storia di Fuori², la prima associazione omosessuale italiana, fondata da Angelo Pezzana a Torino nel 1971 e federata dal 1974 al Partito Radicale. L'associazione fa parte ed è attiva in ILGA (International Lesbian and Gay Association) e collabora con l'associazione americana Global Rights, Amnesty International e AllOut.org. 
Sin dalla sua nascita l'Associazione ha dedicato le sue attività alla memoria di Makwan Moloudzadeh un ragazzo iraniano impiccato nel suo paese poche settimane prima della tenuta del Congresso perché accusato di aver commesso atti omosessuali e successivamente anche a David Kato Kisule, esponente del movimento lgbt ugandese, brutalmente assassinato nel gennaio 2011, poche settimane dopo essere stato a Roma, invitato dall'Associazione Radicale Certi Diritti per intervenire al suo IV Congresso (novembre 2010). In quell'occasione si iscrisse all'Associazione.
Per tutte le iniziative l'Associazione lavora a stretto contatto con gli eletti radicali, gli organi dirigenti del PRNTT, di Radicali Italiani e delle Associazioni Nessuno Tocchi Caino, Non c'è Pace Senza Giustizia e Associazione Luca Coscioni. Oltre agli strumenti ordinari di comunicazione attraverso posta e web, l'Associazione ha curato una trasmissione su Radio Radicale sui temi della lotta alla sessuofobia e dei diritti civili e cura Fuor di Pagina, una rassegna stampa audio settimanale di cui è possibile scaricare il podcast, curata da Leonardo Monaco, Presidente dell'Associazione.
Dal dicembre 2011 al novembre 2019 l'Associazione Radicale Certi Diritti è stato soggetto costituente del Partito Radicale Nonviolento Transnazionale e Transpartito. La scelta di chiedere lo status di soggetto costituente del PRNTT si è determinata con una evoluzione più complessiva dell'associazione, rappresentata anche dalle mozioni approvate dai Congressi precedenti, che impegnavano a lavorare nella direzione di una associazione:
- più impegnata nell'ambito della tutela (politica e giuridica) dei diritti sessuali degli uomini e delle donne di ogni orientamento sessuale o identità di genere;
- più attiva nella dimensione transnazionale di questi temi, sia a livello dei Paesi ove la repressione omofoba e sessuofoba è più grave, sia al livello delle organizzazioni internazionali che hanno gli strumenti per intervenire, a livello globale ed al livello delle singole situazioni di crisi (ONU, UE e Consiglio d'Europa in particolare);
- decisamente orientata alla costruzione di alleanze trasversali che sappiano operare sul fronte del monitoraggio e dell'iniziativa politica per la piena applicazione dei principi di non discriminazione e di pari opportunità per tutti e tutte;
- che promuove iniziative legali alla CEDU e alla Corte di Giustizia Europea per l'affermazione di diritti negati in alcuni paesi dell'Ue;
- che organizza, promuove e partecipa a incontri, convegni, conferenze, non solo in Italia, sui temi dei diritti civili e umani con organizzazioni internazionali e personalità politiche e della società civile di molti paesi.

## La campagna di "affermazione civile" e la sentenza 138/2010
L'associazione lanciò in occasione del suo Congresso di nascita e con il sostegno di Rete Lenford una campagna denominata di "Affermazione Civile", proponendo alle coppie gay italiane di presentarsi nel proprio Comune per richiedere le pubblicazioni per il matrimonio (primo atto formale per chi si vuole sposare), una volta opposto il diniego dagli uffici del servizio civile (in quanto coppie richiedenti dello stesso sesso) si proponevano alle coppie i ricorsi legali. A questo punto l'associazione con il sostegno degli avvocati sostenne le coppie a far causa allo Stato.  A seguito di questa campagna il Tribunale di Venezia (ordinanza 3 aprile 2009) e la Corte d'Appello di Trento (ordinanza 29 luglio 2009), decisero di rimettere la valutazione dei ricorsi di alcune coppie alla Corte Costituzionale che le raggruppò in un'unica sentenza. L'associazione Radicale Certi Diritti, costituitasi in giudizio e rappresentata in primis dall'avvocato Francesco Bilotta, prese parte al collegio di difesa comune composto dagli avvocati Alessandro Giadrossi, Ileana Alesso e dai costituzionalisti Massimo Clara, Vittorio Angiolini, Vincenzo Zeno-Zencovich, Marilisa D’Amico. La decisione della Corte arrivò il 15 aprile 2010 con la sentenza 138/2010. La corte non accolse le richieste di matrimonio, ma riconobbe la rilevanza costituzionale della coppia gay convivente, e stabilì che in caso di mancato intervento legislativo del Parlamento le stesse coppie avrebbero potuto rivolgersi alle Corti per veder riconosciuti i propri diritti. 
Dopo la sentenza 138/2010 è stata rilanciata una nuova fase denominata ‘Affermazione Civile 2.0', che vede l'associazione impegnata su più fronti:
- riconoscimento dei singoli diritti in Italia, perché la Corte costituzionale ha chiaramente invitato ogni cittadino discriminato dall'ordinamento italiano a chiedere giustizia in ogni specifico campo, dalla pensione ai diritti del lavoro, dalle tasse pagate alla pensione, dalla retribuzione al TFR, dalla possibilità di avere figli alla successione ereditaria;
- riconoscimento del matrimonio per le coppie dello stesso sesso, con due ricorsi presentati nel maggio 2011 alla Corte Europea dei Diritti Umani;
- trascrizione in Italia di matrimoni/unioni civili avvenute all'estero;
- ricongiungimento familiare per le coppie in cui uno dei due partner non è europeo, perché nonostante l'unione contratta all'estero e nonostante il cittadino non europeo goda già di un permesso di soggiorno europeo di lungo periodo rilasciato da altri stati europei, in Italia non viene concesso il ricongiungimento famigliare, né viene riconosciuto il permesso di soggiorno di lungo periodo rilasciato da altri stati europei (e in teoria validi su tutto il territorio europeo).

Uno di questi ricorsi fa sì che il 13 febbraio 2012 il Tribunale di Reggio Emilia riconosca a un cittadino uruguaiano, omosessuale e sposato con un italiano in Spagna, il diritto a godere di un permesso di soggiorno per motivi familiari, riconoscendo così il suo status di coniuge ai fini della libera circolazione. Il 15 marzo la Corte di Cassazione riafferma, proprio a seguito della pronuncia della Corte costituzionale, che la coppia formata da persone dello stesso sesso ha diritto a una vita familiare e “a ricevere un trattamento omogeneo a quello assicurato dalla legge alla coppia coniugata”.
L'Associazione è inoltre intervenuta su alcuni casi di violazione diretta delle norme europee ed italiane, che son chiaramente discriminatorie, in particolare al Ministro degli Interni, per chiedere che venga ritirata al più presto la Circolare Amato n. 55 del 2007 sui “Matrimoni contratti all'estero tra persone dello stesso sesso” inviata a tutti i Comuni italiani, in quanto considerato un grave atto discriminatorio e per chiedere che venga modificata una recente circolare in materia di trasferimenti del personale di polizia che discrimina in modo esplicito le coppie formate da persone dello stesso sesso.

## Proposta di riforma del diritto di famiglia
La campagna di Affermazione Civile si inserisce all'interno di un progetto più ampio per una riforma del diritto di famiglia. Elaborata con altre associazioni, esperti di diritto ed esponenti politici di diversi schieramenti, la proposta è stata pubblicata nel volume “Amore Civile. Dal diritto della tradizione al diritto della ragione” a cura di Francesco Bilotta e Bruno De Filippis e nel luglio 2010 è stata depositata, come Proposta di Legge alla Camera dei deputati dagli eletti radicali.
Intanto l'Associazione sviluppa iniziative che tentino la strada del riconoscimento, almeno parziale, dei diritti e dei doveri delle coppie non unite in matrimonio, attraverso:
- l'elaborazione di un'agenda di proposte da sottoporre agli eletti nelle amministrazioni locali (Comuni e Province) e con alcune di esse, tra cui quelle di Milano, Torino, Trieste e Napoli, avvia un dialogo in materia di prevenzione, contrasto ed assistenza alle vittime di discriminazione e di promozione di pari opportunità per tutti;
- la proposta di iniziative popolari, avviate a Torino nel 2009 dove l'Associazione elabora il testo e collabora alla raccolta firme (insieme alle associazioni radicali ed al mondo associativo laico ed lgbt) su una proposta di iniziativa popolare al Consiglio comunale di Torino per il riconoscimento delle unioni civili nell'ambito delle materie di competenza comunale. La proposta è approvata il 28 giugno 2010 e diventa la base per l'elaborazione di proposte a Milano, Roma e molte altre città. In particolare a Roma, insieme a Radicali Roma e altre associazioni, si raccolgono ottomila firme che vengono consegnate in Campidoglio il 17 maggio, Giornata Internazionale contro l'omo-transfobia. E a Milano ai cittadini viene chiesto di firmare un pacchetto di proposte che oltre alle famiglie di fatto riguarda l'istituzione di un'agenzia contro le discriminazioni, il testamento biologico, le sale "salvavita" da iniezione e la regolamentazione della prostituzione;
- dopo aver pubblicato il libro ‘Dal cuore delle coppie al cuore del diritto’ sull'udienza alla Corte costituzionale per il riconoscimento del matrimonio tra persone dello stesso sesso, insieme all'associazione Luca Coscioni, l'Associazione Radicale Certi Diritti redige un vero e proprio manuale dal titolo ‘Certi Diritti che le coppie conviventi non sanno di avere’, edito come l'altro da Stampa Alternativa.
- Ha elaborato ed elabora Proposte di Legge su questi temi depositate sin dalla XV Legislatura in Parlamento grazie agli eletti Radicali.

## Informazione sessuale, preservativo, soccorso civile
Tra gli obiettivi dell'Associazione vi sono anche la promozione di iniziative per campagne di informazione sui temi della sessualità nelle scuole di ogni ordine e grado, per la prevenzione di Malattie sessualmente trasmissibili, per la diffusione e l'uso del preservativo e campagne per l'accesso alla pillola del giorno dopo.

## Diritti delle persone transessuali
A trent'anni esatti dall'approvazione della legge 164/82 (primo firmatario della proposta fu il parlamentare Radicale Franco De Cataldo) che regola il cambio di nome e di genere per le persone transessuali, l'Associazione ha avviato una collaborazione con le associazioni di persone transessuali per definire una agenda comune per portare a compimento le riforme che con la Legge 164 sono state avviate. Sta inoltre conducendo un'azione di affermazione civile per il riconoscimento del diritto delle persone transessuali a modificare i propri dati sui documenti d'identità senza dover prima sottoporsi alla sterilizzazione chirurgica.

## Iniziative su temi transnazionali
A partire dalla vicenda di David Kato Kisule, militante omosessuale ugandese assassinato nel suo paese a seguito di una campagna d'odio alimentato da organizzazioni religiose, già ospite al congresso 2010 dell'associazione, Certi Diritti ha iniziato a lavorare sul tema della libertà sessuale nel mondo, creando un network internazionale di esperti e attivisti per i diritti umani in vari paesi, tra cui Israele, Albania, Stati Uniti, Canada, Cina, Argentina, Belgio, Germania, Tanzania e Uganda. L'impegno sull'Uganda continua anche grazie all'avvocato John Francis Onyango, (ex difensore di David), presidente onorario dell'Associazione. Grazie alla collaborazione dei deputati e senatori radicali il Ministro degli esteri italiano risponde in più occasioni agli appelli dell'associazione per le leggi omofobe in Nigeria e Camerun e per i gravi fatti omofobi in Russia.	 
Nel 2012 il Consiglio di Zona 2 di Milano approva la mozione presentata dal vicepresidente della Zona Yuri Guaiana, del Gruppo Radicale-Federalista Europeo, per la revoca del patto di gemellaggio tra Milano e San Pietroburgo. La stessa mozione è stata presentata anche al Consiglio Comunale dal consigliere radicale Marco Cappato ed è stata firmata da tutti i capigruppo della maggioranza.
Nel 2013, insieme a tutte le altre associazioni LGBTI italiane, Certi Diritti ha lanciato la campagna di raccolta fondi SOS Russia, per sostenere le associazioni LGBTI russe nella lotta contro l'ondata omofoba che ha colpito la Russia. 134 donatori (tra i quali figurano oltre a singole persone della società civile anche associazioni italiane per la tutela e la promozione dei diritti umani delle persone LGBTI in Italia) hanno contribuito a raggiungere la somma di 5.328€. Il ricavato è equamente distribuito tra due organizzazioni: Coming Out San Pietroburgo e Russian LGBT Network, che si sono entrambe impegnate a usare le somme raggiunte per sostenere le vittime di violenze e discriminazioni, anche sotto il profilo legale.

## Congressi nazionali
- I Congresso - Roma - marzo 2008
- II Congresso - Bologna - 14-15 marzo 2009
- III Congresso - Firenze - 30-31 gennaio 2010
- IV Congresso - Roma - 27-28 novembre 2010
- V Congresso - Milano - 2-3-4 dicembre 2011
- VI Congresso - Napoli - 5-6-7 aprile 2013
- VII Congresso - Milano - 10-11-12 gennaio 2014
- VIII Congresso - Lamezia Terme - 21-22-23 novembre 2014[1]
- IX Congresso - Arezzo - 6-7-8 novembre 2015
- X Congresso - Torino - 18-19-20 novembre 2016
- XI Congresso - Roma - 17-18-19 novembre 2017
- XII Congresso - Milano - 23-24-25 novembre 2018[2]
- XIII Congresso - Trento - 15-16-17 novembre 2019[3]